# ژاویم گوآردا

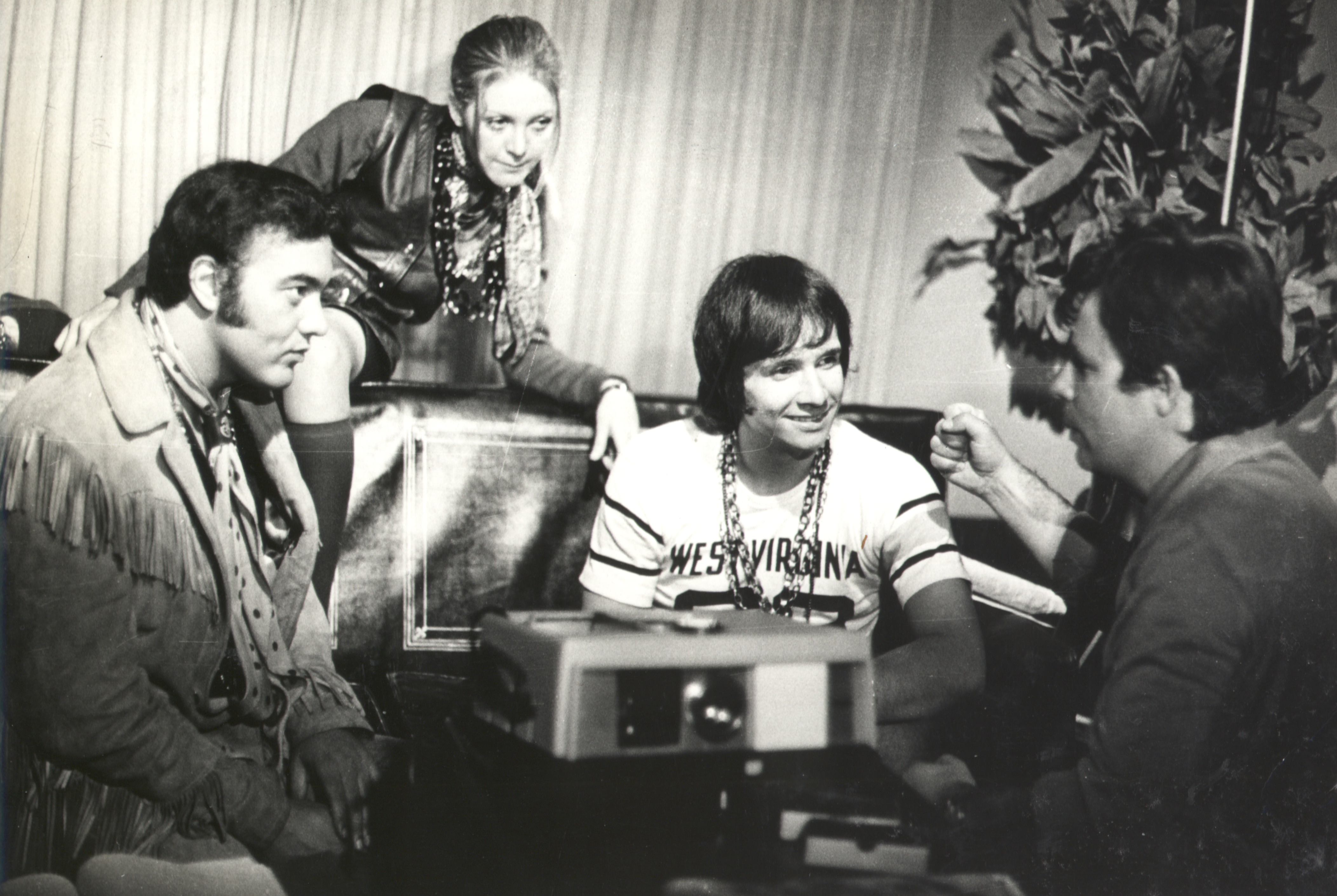
برنامه ژاویم گوآردا

ژاویم گوآردا (پرتغالی: Jovem Guarda) نام یک برنامهٔ مشهور و قدیمی موسیقی در تلویزیون برزیل بود که نخستین بار در سال ۱۹۶۵ میلادی بر روی آنتن رفت و پس از آن برنامه‌های دیگری به سبک آن ساخته و منتشر شد.
سازندگان این برنامه تلویزیونی تحتِ تأثیرِ موسیقی راک آمریکایی در دههٔ ۵۰ میلادی و همچنین موج تأثیرگذار موسیقی بریتانیایی در دههٔ ۶۰ میلادی بودند، اما موسیقی ارائه شده در برنامه‌شان ملایم، عاشقانه و بومی بود و گروه مخاطب آن، نوجوان و جوانان بودند.
برخی از مهمانان این برنامه، هنرمندان محبوبی چون روبرتو کارلوس، واندهلیا و ارازمو کارلوس بودند.
ژرژی بن در دهه ۱۹۶۰ به سبک راک ژاویم گوآردا پرداخت و آن را با سامبا و ریتم اند بلوز ترکیب کرد، پیش از آنکه موسیقی‌اش به سامبا راک تبدیل شود.